# Hader (Ruhstorf an der Rott)
Hader ist ein Gemeindeteil des Marktes Ruhstorf an der Rott im niederbayerischen Landkreis Passau. 

## Lage
Das landwirtschaftlich geprägte Pfarrdorf liegt etwa zwei Kilometer nordwestlich von Ruhstorf im Isar-Inn-Hügelland.

## Geschichte

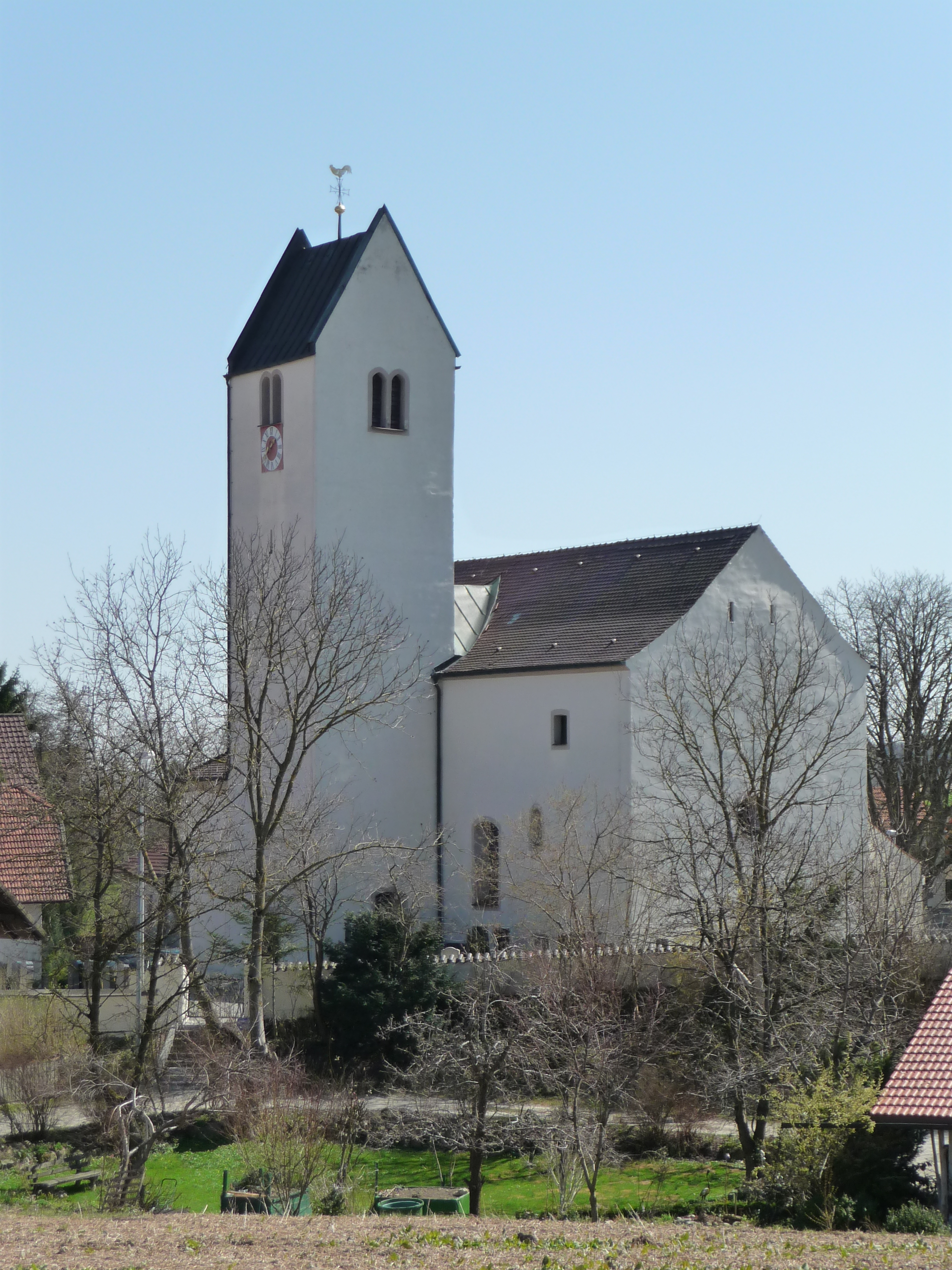
Die Pfarrkirche St. Philippus und Jakobus

Etwa 57 vorgeschichtliche Grabhügel ca. 400 bis 700 Meter nordwestlich der Kirche verweisen auf eine frühe Besiedelung.
Hader unterstand der Hofmarksherrschaft Grasensee im Pfleggericht Griesbach, woraus im 19. Jahrhundert das Patrimonialgericht Grasensee hervorging. Noch 1824 war die Schreibweise Haader. 
In politischer Hinsicht war Hader in kurbayerischer Zeit der Obmannschaft Hütting im Amt v. Wald und ab dem 19. Jahrhundert dem Steuerdistrikt Hütting und der daraus hervorgehenden Gemeinde Hütting zugehörig. Mit dieser wurde Hader im Zuge der Gebietsreform in Bayern 1972 nach Ruhstorf eingemeindet.

## Sehenswürdigkeiten
Die Pfarrkirche St. Philippus und Jakobus hat eine romanische und gotische Bausubstanz sowie eine neugotische Ausstattung. Kirchlich war Hader ursprünglich Filiale der Pfarrei Tettenweis, wurde 1863 Expositur und 1894 Pfarrei. Die neben der Kirche stehende Friedhofskapelle ist spätgotisch.

## Vereine
Vorhanden sind ein Altenclub, der Kath. Frauenbund Hader, die Krieger-Soldaten-Reservistenkameradschaft Hader/Hütting und der Schützenverein Hubertusschützen Hader.

## Personen
- Friedrich von Moreau (1881–1946), Besitzer von Schloss Kleeberg und Landrat, begraben in der Moreau'schen Grablege in der Friedhofskapelle Hader
- Rudolf Freiherr von Moreau (1910–1939), Test- und Langstreckenpilot, Sohn des Friedrich von Moreau, begraben in der Moreau'schen Grablege in der Friedhofskapelle Hader
- Josef Leopoldsberger (1915–1942), Oberfeldwebel im Infanterie-Regiment 207 der 97. Jäger-Division, Träger des Ritterkreuzes des Eisernen Kreuzes,[2][3][4] Mitglied der Pfarrgemeinde Hader